# Jaakonsaari (ö i Lappland)
Jaakonsaari, nordsamiska: Jákusuálui, är en ö i Finland. Den ligger i sjön Nitsijärvi och i kommunen Enare i den ekonomiska regionen Norra Lappland och landskapet Lappland, i den norra delen av landet, 1 000 km norr om huvudstaden Helsingfors. Öns area är 9,2 hektar och dess största längd är 460 meter i sydväst-nordöstlig riktning.